# Sven Clement
Sven Clement (* 19. ledna 1989) je lucemburský politik. Je spoluzakladatelem a předsedou Pirátské strany Lucemburska (Piratepartei Lëtzebuerg), která vznikla 4. října 2009.
Žije ve městě Dahlheim a studuje podnikovou informatiku na Sárské univerzitě.

## Volby
V roce 2010 byl Sven Clement zvolen spolu s třemi dalšími kandidáty Pirátské strany, do studentského senátu Sárské univerzity. Pirátská strana je také součástí koalice, která zvolila studentskou komisi, ve které Clement zastává pozici komisaře pro dopravu a univerzitu pro širší region.
V lucemburských volbách roku 2013 vedl Sven Clement kandidátku Pirátské strany. Získal celkem 4789 hlasů, avšak nebyl zvolen.